# Fallots tetrad
Fallots tetrad eller bara Fallot är ett medfödd hjärtfel som kännetecknas av fyra specifika delkomponenter. De 4 delkomponenterna är:
- Kammarseptumdefekt(VSD): ett hål i hjärtskiljeväggen gör att blod kan flöda mellan de två kammarna
- Överridande aorta
- Högerkammarhypertrofi: förtjockning av hjärtmuskelaturen i höger kammare
- Subpulmonell/infundibulär utflödesobstruktion: utflödet från höger kammare till lungpulsådern är trång

Fallot är ett relativt vanligt förekommande hjärtfel och utgör ungefär 10% av alla medfödda hjärtfel hos alla nyfödda barn. Fallot behandlas genom att korrigera hjärtfelet med hjälp av kirurgi. Vid tidig diagnos och kirurgi är prognosen idag god där patienterna i regel uppnår vuxen ålder med god livskvalite där patienten behöver komma in på regelbundna kontroller.